# Важка атлетика на літніх Олімпійських іграх 1972
Змагання з важкої атлетики на літніх Олімпійських іграх 1972 тривали з 27 серпня до 6 вересня в Месеґеленде. Змагалися тільки чоловіки. Розіграно 9 комплектів нагород. У програмі змагань відбулися зміни вперше від 1952 року: додано дві нові вагові категорії (найлегшу і суперважку). Після цих Ігор з програми прибрали вивагу.

## Медальний залік
| Дисципліни   | Золото                    | Срібло                           | Бронза                        |
| ------------ | ------------------------- | -------------------------------- | ----------------------------- |
| До 52 кг     | Зиґмунт Смальцеж · Польща | Лайош Сюч · Угорщина             | Шандор Хольцрайтер · Угорщина |
| До 56 кг     | Імре Фельді · Угорщина    | Мохаммад Насірі · Іран           | Геннадій Четін · СРСР         |
| До 60 кг     | Нораїр Нурікян · Болгарія | Діто Шанідзе · СРСР              | Янош Бенедек · Угорщина       |
| До 67,5 кг   | Мухарбій Кіржинов · СРСР  | Младен Кучев · Болгарія          | Збіґнев Качмарек · Польща     |
| До 75 кг     | Йордан Биков · Болгарія   | Мохамед Тарабулсі · Ліван        | Ансельмо Сільвіно · Італія    |
| До 82,5 кг   | Лейф Єнссен · Норвегія    | Норберт Озімек · Польща          | Дьордь Хорват · Угорщина      |
| До 90 кг     | Андон Николов · Болгарія  | Атанас Шопов · Болгарія          | Ганс Беттембурґ · Швеція      |
| До 110 кг    | Яан Тальтс · СРСР         | Александр Крайчев · Болгарія     | Штефан Ґрюцнер · НДР          |
| Понад 110 кг | Василь Алексєєв · СРСР    | Рудольф Манґ · Західна Німеччина | Ґерд Бонк · НДР               |

## Таблиця медалей
| Місце               | Країна              | Золото | Срібло | Бронза | Загалом |
| ------------------- | ------------------- | ------ | ------ | ------ | ------- |
| 1                   | Болгарія (BUL)      | 3      | 3      | 0      | 6       |
| 2                   | СРСР (URS)          | 3      | 1      | 1      | 5       |
| 3                   | Угорщина (HUN)      | 1      | 1      | 3      | 5       |
| 4                   | Польща (POL)        | 1      | 1      | 1      | 3       |
| 5                   | Норвегія (NOR)      | 1      | 0      | 0      | 1       |
| 6                   | Іран (IRI)          | 0      | 1      | 0      | 1       |
| 6                   | Ліван (LIB)         | 0      | 1      | 0      | 1       |
| 6                   | ФРН (FRG)           | 0      | 1      | 0      | 1       |
| 9                   | НДР (GDR)           | 0      | 0      | 2      | 2       |
| 10                  | Італія (ITA)        | 0      | 0      | 1      | 1       |
| 10                  | Швеція (SWE)        | 0      | 0      | 1      | 1       |
| Загалом (11 збірна) | Загалом (11 збірна) | 9      | 9      | 9      | 27      |